# 神崎郡
神崎郡（日语：／ Kanzaki gun */?）是位於日本兵庫縣中部的郡。
現轄有以下3町：
- 福崎町
- 市川町
- 神河町

過去神崎郡的範圍還包括現在的姬路市東北部地區、朝來市西南部地區。

## 歷史
過去屬於播磨國轄下的郡，但旋即以轄內的市川為界，被分割為神東郡及神西郡兩郡，直到1896年才再次被整併為神崎郡。
在19世紀末江戶時代結束之際，現在的神崎郡大部分地區皆屬姬路藩領地，但有少部分區域屬於幕府的領地。
隨著1868年幕府的結束及接著實施的廢藩置縣政策，郡內各地曾先後分屬兵庫裁判所、府中裁判所、兵庫縣、久美濱縣、生野縣、鳥取縣管轄，直到1871年才全數整併為姬路縣的轄區，1876年再次整併到兵庫縣內。
1879年實施郡區町村編制法，正式的設置了近代的行政區劃「神東郡」和「神西郡」，但兩郡是共同設置「神東神西郡役所」，郡役所設於屋形村（位於現在的市川町），直到1896年兩郡直接合併為神崎郡。

### 年表

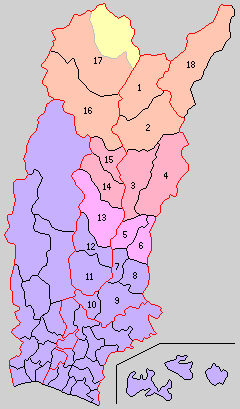
1896年時神崎郡轄下的行政區劃
1.大山村 2.粟賀村 3.川邊村 4.瀨加村 5.田原村 6.八千種村 7.船津村 8.山田村 9.豐富村 10.砥堀村 11.香呂村 12.中寺村 13.福崎村 14.甘地村 15.鶴居村 16.寺前村 17.長谷村 18.越知谷村
（紫色：現屬姬路市、黃色：現屬朝來市、桃色：現屬福崎町、紅色：現屬市川町、橙色：現屬神河町）

- 1896年4月1日：神東郡、神西郡及多可郡的越知谷村（日语：越知谷村）合併為神崎郡，轄下町村包括：大山村（日语：大山村 (兵庫県神崎郡)）、粟賀村（日语：粟賀村）、川邊村（日语：川辺村 (兵庫県)）、瀨加村（日语：瀬加村）、田原村（日语：田原村 (兵庫県)）、八千種村（日语：八千種村）、船津村（日语：船津村 (兵庫県)）、山田村（日语：山田村 (兵庫県神崎郡)）、豐富村（日语：豊富村 (兵庫県)）、砥堀村（日语：砥堀村）、香呂村（日语：香呂村）、中寺村（日语：中寺村）、福崎村、甘地村（日语：甘地村）、鶴居村（日语：鶴居村 (兵庫県)）、寺前村（日语：寺前村）、長谷村（日语：長谷村 (兵庫県神崎郡)）、越知谷村（日语：越知谷村）。（18村）
- 1896年7月1日：實施郡制（日语：郡制），設立郡參事會（日语：郡参事会）。
- 1923年04月1日：廢除郡會和郡參事會。
- 1925年12月1日：福崎村改制為福崎町。（1町17村）
- 1926年07月1日：廢除郡役所，此後郡不再作為行政區劃，只作為地名的表示。
- 1933年04月1日：砥堀村被併入姫路市。（1町16村）
- 1954年03月31日：香呂村和中寺村合併為香寺町（日语：香寺町）。（2町14村）
- 1955年03月31日：（4町9村）
  - 越知谷村、大山村、粟賀村合併為神崎町（日语：神崎町 (兵庫県)）。
  - 寺前村和長谷村合併為大河內町（日语：大河内町）。
- 1955年7月25日：川邊村、瀨加村、甘地村、鶴居村合併為市川町。[2]（5町5村）
- 1956年04月3日：船津村、山田村、豐富村合併為神南町（日语：神南町）。（6町2村）
- 1956年5月3日：田原村、八千種村、福崎町合併為重新成立的福崎町。[3]（6町）
- 1957年04月1日：大河內町的栃原、川尻地區被併入朝來郡生野町（日语：生野町）。
- 1958年01月1日：神南町被併入姬路市。（5町）
- 2005年11月7日：神崎町和大河內町合併為神河町。[4]（4町）
- 2006年03月27日：香寺町被併入姬路市。[5]（3町）

### 變遷表
| 1889年4月1日 | 1889年-1926年        | 1926年-1944年           | 1944年-1954年        | 1954年-1989年          | 1954年-1989年           | 1989年-現在              | 現在                 |
| ------------ | -------------------- | ----------------------- | -------------------- | ---------------------- | ----------------------- | ------------------------ | -------------------- |
| 越知谷村     | 越知谷村             | 越知谷村                | 越知谷村             | 1955年3月31日 神崎町   | 1955年3月31日 神崎町    | 2005年11月7日 神河町     | 2005年11月7日 神河町 |
| 大山村       |                      |                         |                      | 1955年3月31日 神崎町   | 1955年3月31日 神崎町    | 2005年11月7日 神河町     | 2005年11月7日 神河町 |
| 粟賀村       |                      |                         |                      | 1955年3月31日 神崎町   | 1955年3月31日 神崎町    | 2005年11月7日 神河町     | 2005年11月7日 神河町 |
| 寺前村       | 寺前村               | 寺前村                  | 寺前村               | 1955年3月31日 大河內町 | 1955年3月31日 大河內町  | 2005年11月7日 神河町     | 2005年11月7日 神河町 |
| 長谷村       |                      |                         |                      | 1955年3月31日 大河內町 | 1955年3月31日 大河內町  | 2005年11月7日 神河町     | 2005年11月7日 神河町 |
| 田原村       | 田原村               | 田原村                  | 田原村               | 1956年5月3日 福崎町    | 1956年5月3日 福崎町     | 1956年5月3日 福崎町      | 1956年5月3日 福崎町  |
| 八千種村     |                      |                         |                      | 1956年5月3日 福崎町    | 1956年5月3日 福崎町     | 1956年5月3日 福崎町      | 1956年5月3日 福崎町  |
| 福崎村       | 1925年12月1日 福崎町 | 1925年12月1日 福崎町    | 1925年12月1日 福崎町 | 1956年5月3日 福崎町    | 1956年5月3日 福崎町     | 1956年5月3日 福崎町      | 1956年5月3日 福崎町  |
| 川邊村       | 川邊村               | 川邊村                  | 川邊村               | 1955年7月25日 市川町   | 1955年7月25日 市川町    | 1955年7月25日 市川町     | 1955年7月25日 市川町 |
| 瀨加村       |                      |                         |                      | 1955年7月25日 市川町   | 1955年7月25日 市川町    | 1955年7月25日 市川町     | 1955年7月25日 市川町 |
| 甘地村       |                      |                         |                      | 1955年7月25日 市川町   | 1955年7月25日 市川町    | 1955年7月25日 市川町     | 1955年7月25日 市川町 |
| 鶴居村       |                      |                         |                      | 1955年7月25日 市川町   | 1955年7月25日 市川町    | 1955年7月25日 市川町     | 1955年7月25日 市川町 |
| 香呂村       | 香呂村               | 香呂村                  | 1954年3月31日 香寺町 | 1954年3月31日 香寺町   | 1954年3月31日 香寺町    | 2006年3月27日 併入姬路市 | 姬路市               |
| 中寺村       |                      |                         | 1954年3月31日 香寺町 | 1954年3月31日 香寺町   | 1954年3月31日 香寺町    | 2006年3月27日 併入姬路市 | 姬路市               |
| 船津村       | 船津村               | 船津村                  | 船津村               | 1956年4月3日 神南町    | 1958年1月1日 併入姬路市 | 姬路市                   | 姬路市               |
| 山田村       |                      |                         |                      | 1956年4月3日 神南町    | 1958年1月1日 併入姬路市 | 姬路市                   | 姬路市               |
| 豐富村       |                      |                         |                      | 1956年4月3日 神南町    | 1958年1月1日 併入姬路市 | 姬路市                   | 姬路市               |
| 砥堀村       | 砥堀村               | 1933年4月1日 併入姫路市 | 姫路市               | 姫路市                 | 姫路市                  | 姬路市                   | 姬路市               |